# Громов, Сергей Васильевич
Серге́й Васи́льевич Гро́мов (1957, Москва — 2000, там же) — российский педагог, автор учебников по физике для основной и средней школы. Заслуженный учитель России.

## Биография
С. В. Громов родился в Москве.
Окончил физический факультет Московского педагогического института имени В. И. Ленина (МГПИ). Во время обучения занимался научной работой, специализируясь по теоретической физике и методике её преподавания. После окончания института работал учителем в школе, совмещая работу с учёбой в аспирантуре при кафедре методики преподавания физики МГПИ. Глубокое знание физики как науки и профессиональное овладение методикой преподавания в условиях современной школы позволили С. В. Громову создать интересные учебники для основной и средней школы.
Скончался на 44-м году жизни в 2000 году.

## Характеристика учебников
Громов относится к новому поколению авторов школьных учебников по физике. Отличие его учебников от, например, классических учебников Пёрышкина в использовании проблемного метода изложения, привлечения интересных фактов из истории развития физики, использование отрывков из трудов выдающихся физиков. Громову удалось оживить текст учебника, создать атмосферу соучастия в поисках истины, удалось изложить курс физики простым, доступным и, вместе с тем, интересным языком. Изящен и вывод физических формул. Расположение изучаемых в курсе тем несколько нетрадиционное. Так, 10-й класс полностью посвящён изучению механики, включая теорию относительности Эйнштейна и электродинамики. 11 класс начинается с оптики, а тепловые явления открывают тему «Тепловые явления. Строение и свойства вещества» в которой, по мнению автора, она уместнее. Эта перестановка требует соответствующей перестановки тем, изучаемых по математике, так как в электромагнетизме уместно знание производной.